# Іваничко Михайло Йосипович
Миха́йло Йоси́пович Івани́чко (23 травня 1994 — 16 лютого 2015) — солдат Збройних сил України, учасники російсько-української війни.

## Життєвий шлях
Михайло Іваничко народився 23 травня 1994 року в с.Карпатське, Турківського району, Львівської області.
У 2010 році закінчив 9 класів загальноосвітньої школи с. Карпатське.
З 2010 р. по 2013 р. навчався в Турківському професійному ліцеї, здобув професію «Слюсар з ремонту автомобілів. Машиніст крана автомобільного. Водій автотранспортних засобів категорія „С“».
Призваний проходити строкову службу у травні 2013-го, стрілець, 101-ша окрема бригада охорони ГШ, згодом підписав контракт.
16 лютого 2015-го поблизу села Нижнє Лозове під час руху в напрямі смт Луганського БТР з військовиками підірвався на фугасі. Вояки прийняли бій і відстрілювались, допоки не закінчився боєкомплект і не втратили БТР. Кілька воїнів потрапили в полон. Загинули старший лейтенант Роман Тимошенко, старший солдат Дмитро Барвін, солдат Михайло Іваничко.
Похований у селі Карпатське 27 лютого 2015-го.

## Нагороди та вшанування
За особисту мужність і героїзм, виявлені у захисті державного суверенітету та територіальної цілісності України, вірність військовій присязі під час російсько-української війни, відзначений — нагороджений
- орденом «За мужність» III ступеня (посмертно)

29 липня 2016 року сесія Турківської районної ради ухвалила рішення про присвоєння Карпатському НВК імені Михайла Іваничка.